# Tagaložská Wikipedie
Tagaložská Wikipedie je jazyková verze Wikipedie v jazyce tagalog, užívaném na Filipínách. V jazycích používaných na Filipínách existuje Wikipedie ještě v sedmi dalších verzích. Verze v jazyce tagalog je z nich druhá nejobsáhlejší po jazyce waray-waray. Byla založena v prosinci 2003. V lednu 2022 obsahovala přes 42 000 článků a pracovalo pro ni 11 správců. Registrováno bylo přes 118 000 uživatelů, z nichž bylo asi 145 aktivních. V počtu článků byla 100. největší Wikipedie.